# استئصال حوضي نصفي

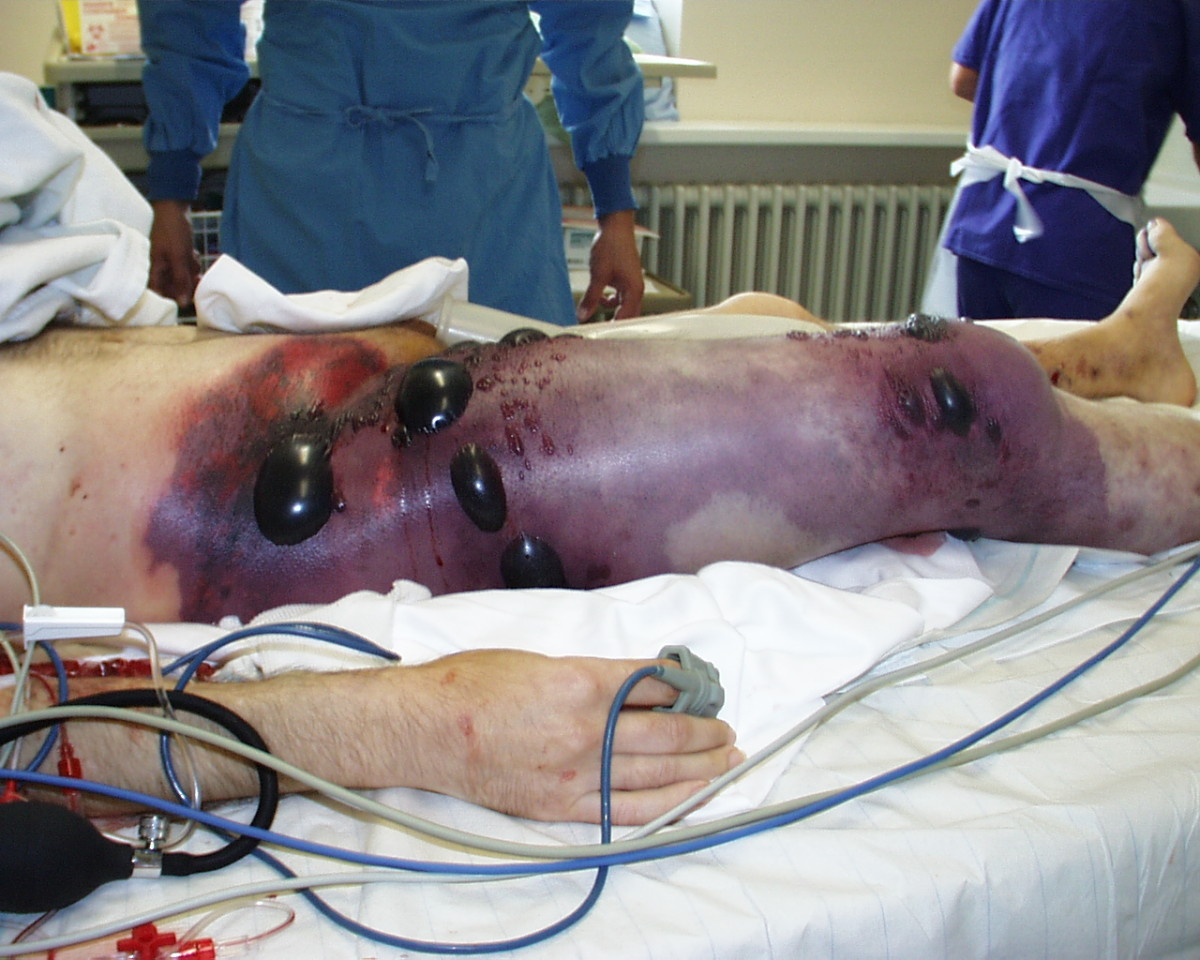
غنغرينا غازية بالساق الأيمن، قبل إجراءعملية بتر حوضي نصفيّ للساق.

الاستئصال الحوضي النصفيّ أو البتر الحوضي الشِقّي (بالإنجليزية: hemipelvectomy)‏ هو عملية «بتر» جراحي يتم عند مستوىً مرتفعٍ من الحوض، أو عملية بتر أحد الطرفين السفليين من الحوض. جراحات الإستئصال الحوضي النصفيّ وخلع مفصل الورك (بالإنجليزية: hip disarticulation)‏ هي من أندر جراحات بتر الأطراف السفلية. في بعض الحالات يمكن إجراء إستئصال حوضي نصفيّ «داخلي»، والغرض منه استبقاء الطرف (حفظ الساق) (بالإنجليزية: limb-sparing)‏. في الإستئصال الحوضي النصفيّ الكامل يتم بتر نصف الحوض والساق المتصلة بهذا الجانب، وهذا النوع من الإجراءات الجراحية يُسمى أيضا «بتر عبر الحوض» (بالإنجليزية: transpelvic amputation)‏.

## أنواع الاستئصال الحوضي النصفي
هناك نوعان من الاستئصال الحوضي النصفي:
- إستئصال حوضي نصفيّ خارجي - يتم فيه بتر الساق بالكامل بالإضافة إلى الحوض على نفس الجانب. يُسمى هذا النوع أيضًا: «بتر الأطراف» (بالإنجليزية: hindquarter amputation)‏.[6]
- إستئصال حوضي نصفيّ داخلي - يتم فيه إزالة الحوض على جانب واحد، ولكن دون بتر الساق.[7][8][9]

## الاستطبابات

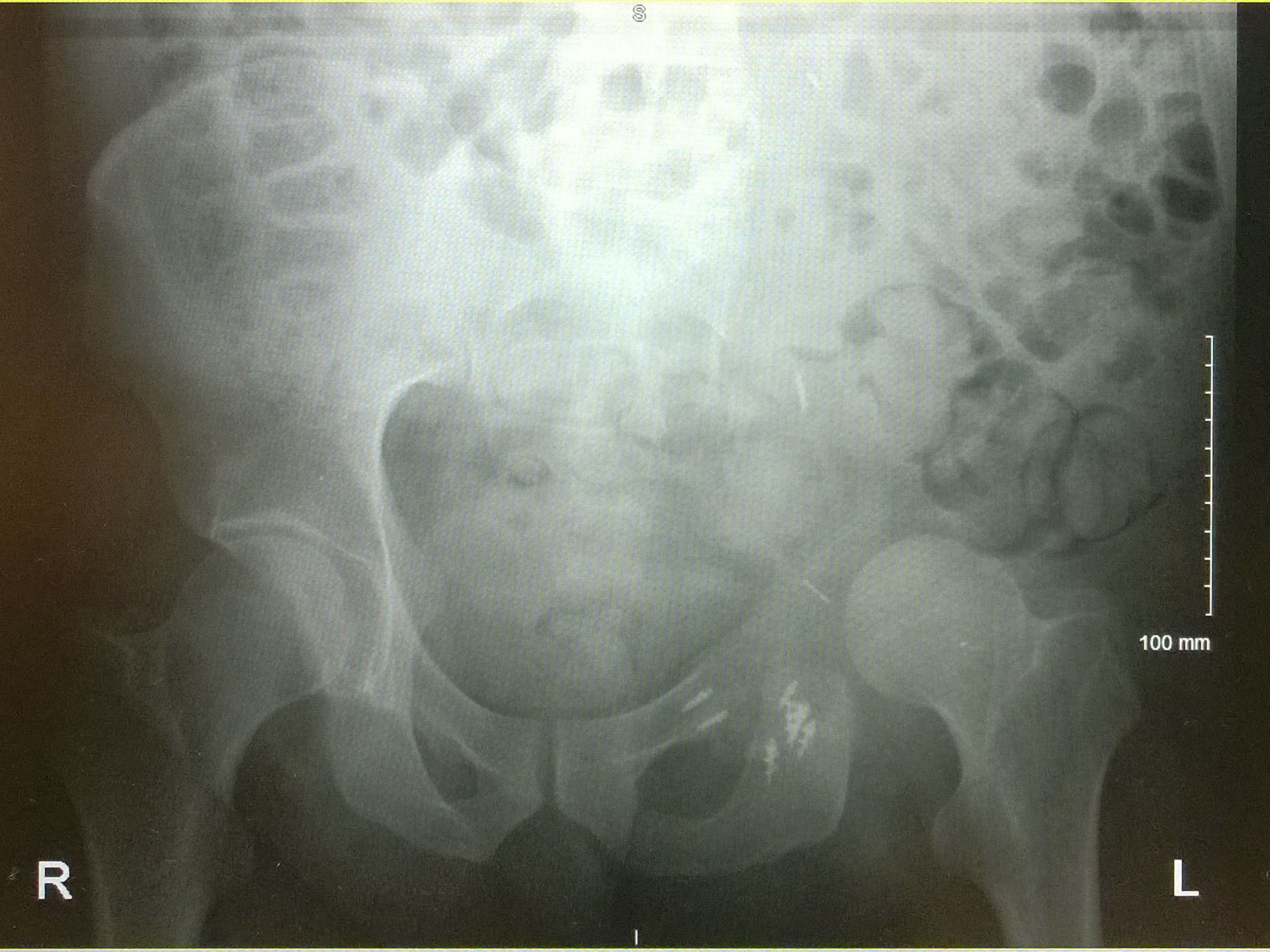
صورة أشعة سينية لمريض ذكر قبل شهر واحد من إجراء جراحة استئصال حوضي نصفي حفظي limb sparing hemipelvectomy.

الاستئصال الحوضي النصفيّ قد يكون مطلوبا لأسباب عدة، مثل حوادث السيارات أو مرض السرطان. من أمثلة أنواع السرطان التي يمكن أن تتطلب الاستئصال الحوضي النصفيّ: الأورام العضلية الخبيثة (الساركوما)، مثل:
- ساركومة يوينغ (بالإنجليزية: Ewing's sarcoma)‏.
- الورم الغرني العظمي، أو ساركوما عظمية (بالإنجليزية: osteosarcoma)‏.
- الورم الغرني الغضروفي، أو ساركوما غضروفية (بالإنجليزية: chondrosarcoma)‏.

## الأجهزة التعويضية
المرضى الذين تعرضوا للاستئصال الحوضي النصفيّ قد لا يكونوا قادرين على استخدام «وسيلة تعويض» للجزء المفقود من الجسم، فعندها يمكن أن يستخدموا أجهزة التكيّف مثل الكراسي المتحركة، عكازات الإبط، عكازات الساعد، أو في حالة الاستئصال الحوضي النصفيّ الداخلي، استخدام: العصا.

## العلاج الطبيعي
العلاج الطبيعي يمكن أن يكون مفيداً لمرضى الاستئصال الحوضي النصفيّ، لبناء القوة ومنع حدوث مشاكل مثل آلام الظهر وانحراف العمود الفقري جانبيا (الجنف). ولأن الاستئصال الحوضي النصفيّ هو نوع نادر من البتر، فمن المهم أن يتم العلاج الطبيعي من خلال تدريبات الاحتياجات الخاصة لمرضي الاستئصال الحوضي النصفيّ.

## وصلات خارجية
- مساعدة البتر الحوضي الشِقّي وخلع مفصل الورك - Hemipelvectomy and Hip-Disarticulation Help
- تحالف المبتورين الأمريكي - Amputee Coalition of America